# ウェザーニューズのサポーター参加型企画
ウェザーニューズのサポーター参加型企画（ウェザーニューズのサポーターさんかがたきかく）とは、株式会社ウェザーニューズの提供するコンテンツサービスにウェザーニュース会員が参加し、天気予報などの改善に役立てていく企画の事。

## ウェザーリポート（常設企画）

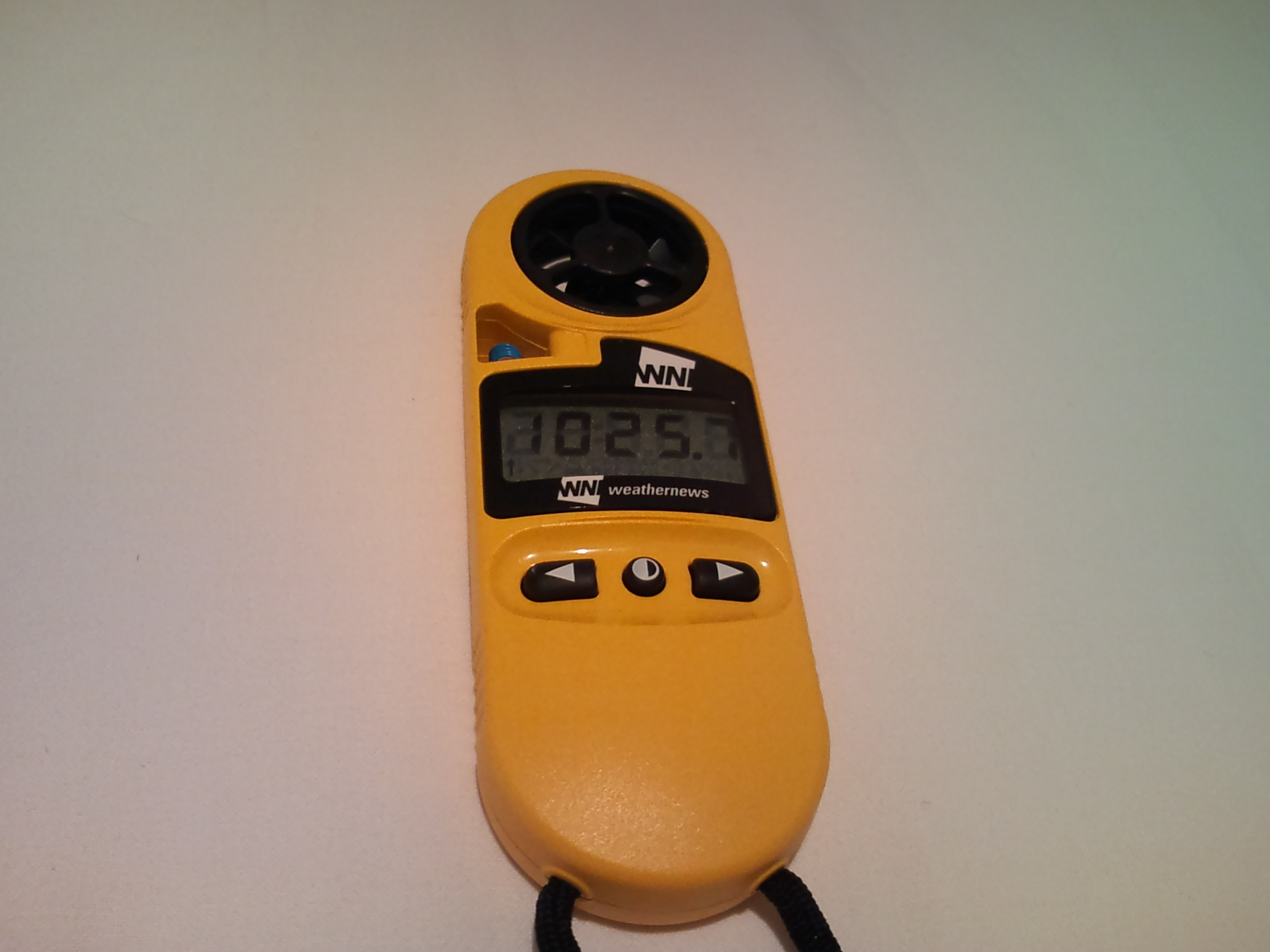
2000ポイントで贈呈される持ち運び可能な観測機(現在は配布終了・新型へ移行)

### 概要
2005年11月1日からサービス開始。
ウェザーニューズ社への会員登録を行うことでウェザーリポーターとなることができ、現在の天気や雲の様子、自然現象、体感、気温・湿度・気圧などの“見たまま”を、ウェザーニューズ社の携帯サイト（ウィルコムを除く）またはAndroid・iPhone・iPod touch用天気予報アプリ「ウェザーニュース」から投稿できる。写真または動画を添付することも可能。
投稿されたリポートの閲覧はWebサイト・アプリの両方とも可能で、現在は同社のインターネットサイト用動画コンテンツ『ウェザーニュースLiVE』、各地のCATVなどの動画番組、テレビ朝日などの地上波民間放送局のニュース・情報番組・データ放送でも投稿した内容が採用されることがある。投稿回数等に応じポイントが加算され、獲得ポイント数に応じた特典が用意されている。
開始当初、投稿は原則として有料のウェザーニュース会員のみで、1人1日2通に制限されていたが、異常気象時には時間や地域を区切って投稿数の制限を解除し、リポーターからの情報を逐次送信できるよう対応する場合もあり、その際には24時間生放送『SOLiVE24』の放送中に「（対象地域）では三通制限を解除しています」の告知が随時なされていた。
2010年時点で有料のウェザーニュース会員は約160万人。リポーター申込者は310,000人を数える（2011年6月17日現在）。
2005年の雨プロジェクト終了まで、梅雨時期などに断続的に行っていたリポート募集を、同年11月1日より毎日募集の常時実施企画へと移行。2009年現在、全国で天候に障害のない日で、1日平均3,000通のリポートが投稿されており、2009年1年間に寄せられたレポートは925,000通、2010年1月31日には累計レポート数が200万通に達した。また、平成21年台風第18号が日本列島を縦断した2009年10月7日・8日には、2日間で24,400通のリポートが寄せられ、ウェザーニューズでは現地からの実況中継を希望するウェザーレポーター約1,000人に放送機材などを提供したほか、両日は非会員からも特設電話でリポートを受付し、約200本の電話が寄せられた。
また、2010年4月27日よりウェザーリポートの制度がリニューアルし、以前は仲間のリポートへは「追記&共感」の機能しかなかったが、リニューアル後は「お気に入り」機能が追加される。また、お互いにお気に入り登録したリポーター同士が「質問」できるようになる機能も追加されるなど仲間とのコミュニケーションがさらに取れるようになった。なお、この制度はリニューアル後にウェザーリポーターへのアンケート調査を実施し、要望が多かった部分の再変更を2010年5月11日に実施している。
2010年8月10日頃から26日にかけて、携帯電話事業者のフィルタリング規制サービスにより、一時的に一部の携帯電話において、ウェザーリポートが閲覧・投稿できなくなる事態が発生した（詳しくはウェザーニューズ#フィルタリング規制を参照）。
2010年9月30日からグローバルリポートのカテゴリを新設し、海外からのウェザーリポートも投稿できるようになった。ただし、海外からの画像投稿（送信）は高額の通信料金が課せられる恐れがあるため、ウェザーニューズでは海外パケット定額制度利用を推奨している。
2010年11月1日にウェザーニューズのPCサイトで「ウェザーリポートCh.」を開設し、全国各地からのウェザーリポートを閲覧できるようになった。また、ウェザーニュースのトップページがこれまでの「天気予報Ch.」から「ウェザーリポートCh.」に変更になった。
2012年7月29日には、ウェザーリポートの送信が無料化された。これは、2011年3月11日に起きた東北地方太平洋沖地震を踏まえての実施である。また、1日3通までの3通制限が廃止された。これに伴い、同社の「ウェザーニュース タッチ」（現・「ウェザーニュース」）もバージョンアップした。
2014年、ウェザーリポートのサービス開始9周年となった11月1日には、日本記念日協会より｢ウェザーリポーターの日｣との認定を受ける。記念日登録証授与式の模様はSOLIVE24内で配信・放送され、YouTubeライブ、ニコニコ生放送にても同時生中継された。
2015年下半期より、自社のデータベース処理に「NoSQL」を採用した。
2025年8月、累計投稿数が1億通を突破したことを発表した。

### ポイント制度
2007年5月31日まで
- 有効なリポートを投稿した日に10ポイント付与、投稿は1日2回まで（台風、大地震などの災害時には投稿回数制限を解除）だが、2回目の投稿にはポイントが付与されない。
- エリア別夕刊記事（携帯サイトで地域別にその日の注目レポートを紹介するページ）に採用されるとさらに50ポイント付与。
- 300ポイント獲得で記念品と交換された。
- PC用アカウントと携帯アカウントを紐づけている会員は会費の還元も検討されていた。

2007年6月1日から（コンテンツ刷新に伴う変更）
- 2007年5月31日以前に獲得していたポイントは引き継がれている。
- 有効なリポートを投稿した日に10ポイント付与、投稿は1日2回まで（台風、大地震などの災害時には投稿回数制限を解除）だが、2回目の投稿にはポイントが付与されない（変更なし）。
- エリア別夕刊が廃止された。
- 動画番組に採用されるとさらに10ポイント付与され（1日に何度動画番組に取り上げられても10ポイント）、1日で最大20ポイント獲得できるようになった[註 4]。
- 2,000ポイント獲得で「持ち運び可能な観測機（ケストレル・モデル3500）」が、5,000ポイント獲得で「GOLD会員（永久会員 - 月額課金が無償になる）」の権利がそれぞれ贈呈されるようになった。ただし、WITHist Club会員は5,000ポイントに達しても、WITHist会員規約により「GOLD会員」の特典はない[13]。

2007年11月1日から
- 平時のリポート可能回数が1日3回までに引き上げられた。それ以外は変更なし。

2010年4月27日から
- リポーター・仲間同士への感謝の気持ちをポイントにした「Thanks Points」制度を導入（但し、リニューアル以前のリポートポイント及びリポート時のポイント加算は継続される）[14]。

2012年7月29日から
- ウェザーリポートの無料化に伴い、3通制限が廃止された。リポートカテゴリ、ソラヨミレベル、が変更された。有料会員にならない限り、ソラヨミレベルは「たまご」のままである。[15]。

有料会員は、「スパロー(すずめ)」(30ポイント)・「スワロー(つばめ)」(100ポイント)・「カイト(とんび)」(200ポイント)・「ファルコン(はやぶさ)」(1000ポイント)・「イーグル(わし)」(2000ポイント)・「ソラヨミマスターフェニックス(不死鳥)」(5000ポイント)となる。また、5000ポイントで会費が無料になるGOLD会員も廃止された。
ただし、GOLD会員を引き続き利用することは可能である。GOLD会員の無料特典を終了し、有料会員登録をするとソラヨミマスターフェニックスになるとともに、今までの情報を引き継ぐことが可能である。

### 海外展開
ウェザーニューズによる、同様のサービスは海外でも行われており、韓国では、韓国国内からの気象状況が韓国の携帯電話最大手のSKテレコムと共に展開する、リアルタイム自動翻訳システムを介した携帯電話向け掲示板サイト「ソラトモ」に投稿される。また、中国でも中国国内からの気象状況が中国の最大手携帯電話事業者のチャイナ・モバイルが運営する携帯ポータルサービス「モンターネット」を通じて、ウェザーニューズの中国サイトに投稿される。これらのサイトに投稿されたウェザーリポートの一部は、SOLiVE24で放送されている『SOLiVE Asia』でも紹介される場合があった。

## そのほかの投稿・リポート企画

### 通年実施
10分天気予報 / 5分天気予報
2008年6月26日開始。GPS機能の付いた携帯電話を使って自分の居る地点の天気現況をリポートすることにより、目先1時間の現地点の10分間隔の予報を1回閲覧することができるサービス。通常は天候状況（晴・曇・雨を全8段階から選択）のみを報告するが、台風などの荒天時は風の状況を選択する項目も特設される。
ウェザーニューズの携帯電話向けサービスの殆どが有料サービスであるのに対して、本サービスは非加入者でも利用できる無料サービスとなっている。項目を選択するだけで利用できウェザーリポートのような文章作成・画像添付の手間も不要で、1日あたりの回数制限もないことから、2010年現在で、1日30万件の報告（利用）が寄せられ、2010年4月21日からサービスを開始した「雨雲アラームLiVE」の情報解析・報告に連動するなど、予報の精度向上の一助となっている。
2010年8月1日に日本テレビ放送網に代わって、ウェザーニューズがNTTドコモのiチャネル内にある天気予報サイトに提供開始し、その中で10分天気予報を紹介したため、提供開始当日以降は10分天気予報の報告が激増した。
2018年7月より、5分天気予報に変更。

### 季節限定企画
花粉プロジェクト
2005年から毎年花粉シーズンになる2月上旬から5月上旬にかけて、「ポールンロボ」と呼ばれる独自に開発した花粉観測機械を自宅などに設置する企画。
さくらプロジェクト
2004年から毎年桜前線が日本列島を上昇する3月から6月にかけて全国の携帯会員などが「自分の桜標本木」の開花・満開などの状況を携帯電話のカメラ機能を利用してリポートする企画。
ゲリラ雷雨防衛隊
「局地的大雨」（ゲリラ雷雨）をいち早くとらえようとする、気象予測の限界に挑む企画。

### その他
○○調査
「富士山調査」や「全国雨男・雨女調査」など、全国のウェザーニュース会員に気象に関するアンケート調査を依頼し、富士山が見える最も遠い街を探し出したり、各都道府県別の統計結果を発表する企画である。この調査結果はウェザーニューズのプレスリリースとして発表する他、各マスメディア媒体でも紹介される事がある。

### 過去の企画
TOKYO温度（東京温度）
2006年7月27日からモニター受付がスタート。同時に先着3,000名にデジタル温度計のプレゼント。2006年8月1日に「地球温暖化の実態を自らの目で見る」ことを目標とし、正式スタート。
東京感測
上記「TOKYO温度」を発展させた企画。2007年8月1日からスタート。温度・体感の報告のほかに、夕立後の気温変化や打ち水の効果検証などをおこなった。
雨プロジェクト
2005年より毎年6月上旬から7月にかけて全国の携帯会員に「雨カップ」を配布、又は自作し1日の雨量を携帯でリポートする。リトマス紙やpH試験紙を使い酸性雨の調査や2007年からは1mmにも満たない雨量を観測できる感雨紙も配布される。2008年は現在の雨の強さを投稿し1時間先までの「10分予報」に役立てるという企画が行われ、その後全ての天気に対応した「10分天気予報」へ派生した。
雪虫大作戦
2007年シーズンからスタート。北海道において、雪虫の目撃情報や初雪の情報を元に「雪虫が目撃されてから約1週間 - 10日で初雪が降る」についての俗説について、検証・研究する企画。事前登録した、北海道内の携帯会員に雪虫や初雪に関する情報をメールを通じて提供する。その結果、2007年が平均で24日、2008年が28日、2009年が19日と、俗説よりも遅い傾向にある事が判明している。
Yureプロジェクト
2008年7月16日より提供。モニター1,000名に「Yure Station」とよばれる地震計（据置型加速度センサー）を設置し、より体感的に地震を感じてもらう企画。2020年12月終了。
ヘクトパスカルリポート
台風接近時に気圧を一斉に計測し、ウェザーニューズへ報告する。これにより気圧の上昇、下降具合の差分を取ることにより台風の中心付近の解析や進路をより正確に知ることが出来る。なお、この企画は台風が接近したときのみ開設される（普段の気圧の報告はウェザーリポート内）。
ソラテナ
2010年9月29日に発表した、ウェザーニューズとKDDIとの気象情報を活用したサービスに関する提携の中で明らかになった。それによると、全国のau携帯電話基地局に気象観測設備（ロームと明星電気が開発協力）を設置し、その気象観測設備にキャラクターを持たせて擬人化させ、お気に入りの場所の基地局を登録すると、雨の降り始めや気温・気圧・紫外線などの情報をTwitterの様に基地局からつぶやきの形式で利用者に提供する。また、アンケート調査や各地域独特の気象状況に対応していくとしている。2010年11月29日より東京都近郊の携帯電話基地局約100局に気象観測設備を設置し、トライアルサービスとして提供開始。その後、気象観測設備の設置を全国約3,000局にまで拡大し、2011年5月30日に正式サービスとして提供を開始。なお本サービスは、有料のウェザーニュース会員「315円」とは別に、月額の利用料金「105円」が別に必要（ただし、2011年10月31日までは試用期間のため無料で利用できる）。
au携帯電話利用者向けのサービスは、2017年3月30日にサービス終了。

## 会場イベント、番組観覧

### ソラトモパーティー
ソラトモパーティーは、2008年から2013年まで年1回開催。株主総会とその付帯イベント（詳しくはウェザーニューズ#株主総会を参照）に対して、こちらは、ウェザーリポート投稿者や、携帯サイト加入者などの、いわゆる同社サポーター（一般ユーザー）に向けて実施されている、無料参加のイベント。当初は同社が韓国の携帯電話最大手のSKテレコムと共に展開する、リアルタイム自動翻訳システムを介した携帯電話向け掲示板サイト「ソラトモ」の名を冠しており、韓国の気象や文化も紹介する趣向となっていた。
2008年
- 開催日時は10月10日（金）。会場は原宿クエストホール。
- 司会は、第5期おは天キャスターの林ヒロコ（裕子）と、第6期おは天キャスターの田中みのり。
- 主な内容として、ウェザーニューズ社員がソラトモサイトの説明や、太鼓の演奏、歴代キャスターの挨拶もあった。
- ゲストに韓国出身で、コメディアンのヘリョンを迎え、トークを繰り広げた。
- また、韓国でも同様のパーティーを実施、同会場から生中継された。

2009年
- 開催日時は11月30日（月）。会場は東京都江東区青海のパレットタウン内にある、Zepp Tokyo。また、同年開始の24時間生放送『SOLiVE24』でも、パーティーの全編生中継を行った[註 6]。イベント協賛は韓国ソウル市観光局。総来場者数は710名。
- 司会は前年に続いて林・田中、さらにSOLiVE24『weathernews LiVE』月 - 金曜キャスターの「バシ」（石橋知博）も加わり、3人で務めた。
- 今回はクイズ主体となり、全6問を出題。クイズに全問正解、1問誤答、2問誤答のサポーターにはさまざまな商品が用意された。また、来場できなかったユーザーにも、SOLiVE24のパソコン向け番組閲覧ソフト「ソラマド」の付帯機能「ソラボタン」を通じて参加してもらい、場内参加者と同様に正解数に合わせてプレゼントが送られた。クイズの出題者は歴代おは天キャスターである、SOLiVEキャスターがプレゼンター[註 7]として出題した（なお、全6問は天気に関する問題やこのイベントの協賛である、韓国ソウルに関する問題で構成された）。
- ゲストは韓国出身で、韓日両国で歌手活動をしているユンナを迎え、ミニライブも行った（ユンナ自身もクイズのプレゼンターになっていた）。
- また、2008年と同様に韓国からの中継もあり、現地からの生中継でクイズが出題された。
- 会場内と放送番組内には、SOLiVE24の放送内では初めてとなるCMが流れた。CMの内容はイベント協賛でもある韓国ソウル市観光局のもので、民放テレビ局の通常のCM扱いではなく、そのCMを見ながら、司会者が生でコメントを差し挟んでいくという形が取られた。
- イベントには一部のSOLiVEキャスターしか出演しなかったが、会場には当時レギュラー出演中だった、キャスター12名全員が入れ替わりで登場、番組内で解説を務める気象予報士らも一部来場し、参加者にファンサービスを行った。

2010年
- 2010年11月26日に2010年のソラトモパーティーを同年12月19日（日）に東京都江東区新木場のSTUDIO COASTで開催する事を発表した。
- 司会は、第2期おは天キャスターの有川雅子と、第10期おは天キャスターの山岸愛梨。
- 今回も24時間生放送の気象情報番組『SOLiVE24』でも、パーティーの全編生中継を行った[註 8]。
- 今回は会場規模などの都合で事前抽選による人数制限[註 9]と有料化（2,000円）を行う[31]。

2011年
- 2011年12月22日に東京都港区六本木のnicofarreで開催した。参加者は250名。
- 司会は「バシ」（石橋知博）と木島由利香。
- 今回も24時間生放送の気象情報番組『SOLiVE24』でも、パーティーの全編生中継を行った。
- 内容はソラウタアーティストによる生ライブやソラチャットと参加者によるゲームクイズなど。

2012年
- 2012年12月7日に東京都港区六本木のnicofarreで開催　参加者は250名。
- 司会は「バシ」（石橋知博）と井田朱音。
- 内容はソラウタアーティストによる生ライブやソラチャットと参加者によるゲームなど。
- またキャスターオーディションで選ばれた候補も初披露された。
- なお当日は『SOLiVE24』でも放送する予定だったが直前で東日本大震災の余震と見られる三陸沖地震に伴う大きな地震が発生し特設サイトでの生中継となった。

2013年
- 2013年12月29日に神奈川県横浜市中区新山下の横浜ベイホールで開催
- 司会は「バシ」（石橋知博）と山岸愛梨。
- 内容はソラウタアーティストによる生ライブやソラチャットと参加者によるゲームなど
- なお１２月は「全国ツアー」として福岡、広島、大阪、名古屋、仙台、札幌でも同じような企画が開催されていて横浜が最後となっていた
- また今年のソラウタを歌ったアーティストで「ハレノヒ」を結成してフユウタを会場内で歌ったがメンバー全員が揃ったのはこの日が最初で最後だった

### 各季節毎パーティー
SOLiVEサタデーが事実上終了した後、これに代わる形で開催されたのが、2013年から2014年夏にかけて冬を除く春・梅雨・夏・秋に各季節毎開催されたパーティーであった(2014年秋はウェザーリポート秋の祭典として特番方式だった)。パーティーへはソラウタネットスポンサーなった人がチケット購入が出来、ネットからでもネットスポンサーであればチャットでパーティーに参加することができた。

#### 2013年春パーティー
3月22日に初台DOORSで開催。
- 内容は前半はバシ (石橋知博)と村田泰謁にSOLiVEキャスター全員でのトークとゲームが行われ、後半は会場とネットで春ウタTDチェックを行い合格となり、後にザ・ラヂオ・カセッツのライブが行われた。

#### 2013年梅雨パーティー
6月15日に前年までのSOLiVEサタデーと同じ、東京都港区芝にある日本生命赤羽橋ビル1階（ウェザーニューズ本社・当時)のCポート1号店で開催。
- 春パーティ同様、バシ(石橋知博)と村田泰謁が進行役になり、前半はパジャマパーティーと称しSOLiVEキャスター全員がパジャマ姿でトークやゲームが展開された。後半は会場とネットで梅雨ウタTDチェックを行い合格の後、中嶋ユキノ&Sinのライブが行われた。
- 会場設営の都合で発売された会場チケットは50枚しかなく、土曜開催だったこともありチケットは発売開始わずか6分で完売となった。
- この年の8月にウェザーニューズ本社も幕張テクノガーデンに移転・集約されたため、赤羽橋ビルで行われるウェザーニューズのイベントも事実上最後となった。

#### 2013年夏フェス
8月14日由比ヶ浜OTODAMAで開催。
- ソラウタアーティストであるザ・ラヂオカセッツに見田村千晴に中嶋ユキノらのLIVEにSOLiVEキャスターによるSOLiVE音頭、そして各クイズやゲーム大会が約5時間に渡り行われた。
- SOLiVE24での公開生放送も行われた。

#### 2013年秋パーティー
10月19日に船橋港に停泊している元南極観測船、SHIRASEで開催。
- SHIRASE艦内でソラトモ同士でシール交換、座談会やスタンプラリーにソラフォトスタジオと体感ブースも多数あった。
- SOLiVEキャスターとサポーターによる運動会もあり、石井里佳による秋ウタLIVEも行われた。

#### 2014年春パーティー
4月4日に昨年の春パーティーに続き、初台DOORSで開催。
- 司会進行は、バシ(石橋知博)と山岸愛梨、木島由利香
- 前半は山岸愛梨と木島由利香、河村さやかと江川清音、眞家泉と堀井雅世、松雪彩花と藤岡茜でそれぞれコンビを組みゲームとトークを展開。
- 後半はこの年からソラウタシンガーになったシェアーが登場し、「サクラサク」「ソラトモ〜空を見上げて〜」等披露した。
- サクラサク初披露ライブ後さらにゲーム後半も行われ、河村さやかと江川清音チームが優勝(賞品・エステフルコース券)し、松雪彩花と藤岡茜チームが最下位となった(罰ゲーム・スタジオ衣装等クリーニング権)。

#### 2014年梅雨パーティー
6月1日に、観客等呼ばずインターネット限定でパーティを開催。
- 中継はハングアウト等を使い、7つの部屋を繋げてパーティが展開された。
- 部屋はP的な部屋(村田P)、NY本部(バシ・石橋知博)、あいりんの部屋(山岸愛梨・実家の部屋から)、リラクゼーションルーム(河村さやか、井田朱音)、リビングルーム(木島由利香、江川清音、眞家泉、堀井雅世、藤岡茜、松雪彩花)、スタジオNEGO(根来武志)撮影部屋、シェアーの部屋に分けられ、ゲームやトーク、ライブなど展開していった。

#### 2014年夏パーティー
8月15日に新木場1stRINGで開催。
- 夏祭りがテーマらしく、屋外会場では各キャスターが趣向こらした縁日ブースを出店しキャスター陣も参加。
- 会場のリング上では、ジャンボ森田（森田清輝）vsムアンチャイ・バシ（石橋知博）による取締役3番勝負（1Rボイスパワー対決、2R運試しシュークリーム対決、3R人望勝負ソラボタン対決 結果0-3でムアンチャイ・バシの勝利）に、シェアーによるソラウタ生ライブ、そしてSOLiVEキャスター陣による和太鼓パフォーマンス初披露と行われた。

### そら博
ソラトモパーティに代わる大型イベントとして、2014年から2018年にかけて開催されたイベント。
2014年
- 「世界最大級の、空の博覧会」をコンセプトに、12月23日に幕張メッセホール8で行われた。
- ウェザーニュースキャスターはもちろん、各局で活躍する有名予報士キャスターを迎えてのトークショー、ライブなどあった。
- 天気の実験体験や、防災減災を体験するブース、コミュニティも多数あった。

2015年
- 「そらの自由研究」をテーマに、8月1日〜8月2日にわたり幕張メッセホール9で行われた。
- 前回同様ウェザーニュースキャスターはもちろん、各局で活躍する有名予報士キャスターに加え、石井竜也に篠原ともえを迎えてのトークショーにソラウタシンガーのシェアーのライブも行われた。
- 天気の実験体験、防災減災を体験するブース、コミュニティなども引き続き多数あった。
- 来場者は2日間で13054人に達し、会場ボランティアも初めて募集し271名が参加した。

2016年
- 8月5日〜8月7日にかけて幕張メッセホール５で開催。6〜7日はママキッズフェスタ（ホール４）との共催だった。
- Webで事前登録すると入場無料になり、登録無しは1000円となる。
- これまで同様に、ウェザーニュースキャスターに各局で活躍する有名予報士キャスター、石井竜也をも迎えてのトークショーにDEPAPEPEやシェアーのライブも行われた。
- 天気の実験体験、防災減災を体験するブースやワークショップなども多数行われた。
- SOLiVE24の公開生放送もされ、通常予報センターにいる予報士もそら博会場から伝えた。
- 来場者は３日間でそら博単体で21,309人。土日共催のママキッズフェスタとの合計で37,638人に達し、会場ボランティアも前日準備入れた４日間で延べ500人が参加した。

2017年
- 8月5日〜8月6日にかけて幕張メッセホール8で開催。前回に続きママキッズフェスタ(ホール7)との共催だった(ただし別途事前登録と受付が必要)。
- ウェザーニュース会員並びに中学生以下は入場無料で、ウェザーニュース非会員は前売り1000円で当日1500円であった。
- 天気の実験など体験するブースやワークショップなども40個以上用意された。
- SOLiVE24のエリアもあり、ゲスト有名予報士も多数出演した。ただし平成29年台風第5号の奄美・種子島・屋久島・九州南部方面への接近の影響で、SOLiVE24内では開催前夜以降Mスケールが2そして3と順次上がり台風情報等がメインとなり、そら博ゲスト出演などの模様は別途YouTubeのライブストリームやニコニコ第2などでの配信になった(一部のキャスターとスタッフ陣も、そら博と通常のSOLiVE24との掛け持ちになった)。

2018年
- 8月5日に、船橋港に停泊している元南極観測船、SHIRASEで開催された(チャレンジングSHIRASEとの共催)。
- 入場料は1500円(シャトルバス、乗船料、ワークショップ込み)
- 実験など体験するブースやワークショップなども15個用意され、チャレンジングSHIRASEによるスタンプラリーも用意された。

- 8月26日には、神奈川県川崎市の東芝未来科学館でも開催された。
- 入場料は無料(一部のワークショップは有料になる)
- 実験など体験するブースやワークショップなども8個用意され、有名予報士とのトークショーも行われた。

### ウェザーニュースLiVE ファンミーティング
2023年
- YouTube ウェザーニュースチャンネル登録100万人突破を記念し、2023年7月8日にEXシアター六本木で開催。

- 本公演は14:00〜16:00。追加公演は18:00〜20:00。チケットは先行抽選で多くの落選が出て一般発売も即完売になり、本公演未購入者を対象に開催日の夜の追加公演が決まった。

- 本公演出演者

ウェザーニュースキャスター：山岸愛梨、松雪彩花、高山奈々、檜山沙耶、駒木結衣、戸北美月、小林李衣奈、魚住茉由、小川千奈。
- 追加公演出演者

ウェザーニュースキャスター：高山奈々、檜山沙耶、駒木結衣、小川千奈、魚住茉由（冒頭のみ）、山岸愛梨（冒頭のみ）。
予報センター解説（2公演とも）：宇野沢達也、山口剛央。
- 主なコーナー（本公演）
  - フォロワー100万達成の『金の盾』披露
  - 朝の／昼の／夜のクロストーク　　キャスター３人ずつ（追加公演は２人ずつ）分けて時間帯に合わせたトークライブを展開した。
    - 朝：高山奈々、小林李衣奈、小川千奈
    - 昼：松雪彩花、檜山沙耶、魚住茉由
    - 夜：山岸愛梨、駒木結衣、戸北美月
    - 朝（追加公演）：高山奈々、小川千奈
    - 夜（追加公演）：駒木結衣、檜山沙耶

  - 宇野沢達也のお天気解説
  - 山口剛央の地震解説
  - ゲーム&クイズコーナー　○×クイズや、番組オープニング曲のイントロクイズ、キャスター全員による伝言ゲームなどが行われた。

2024年
- 2024年11月11日に江戸川区総合文化センター 大ホールで開催。公演時間は18:00〜20:00であった。